# Xemeneia Badia de secció quadrada
La Xemeneia Badia de secció quadrada és una obra de Ripoll protegida com a Bé Cultural d'Interès Local.

## Descripció
La xemeneia exempta de secció quadrada està construïda amb maó massís. L'amplada és decreixent a mesura que guanyem alçada. En el coronament hi ha uns maons que sobresurten del cos de la xemeneia. Les cantonades de la base són de pedra picada. Els panys de paret són fets a base de còdols. Entre la xemeneia i la base hi ha un repeu que fa pendent.